# Semíramis

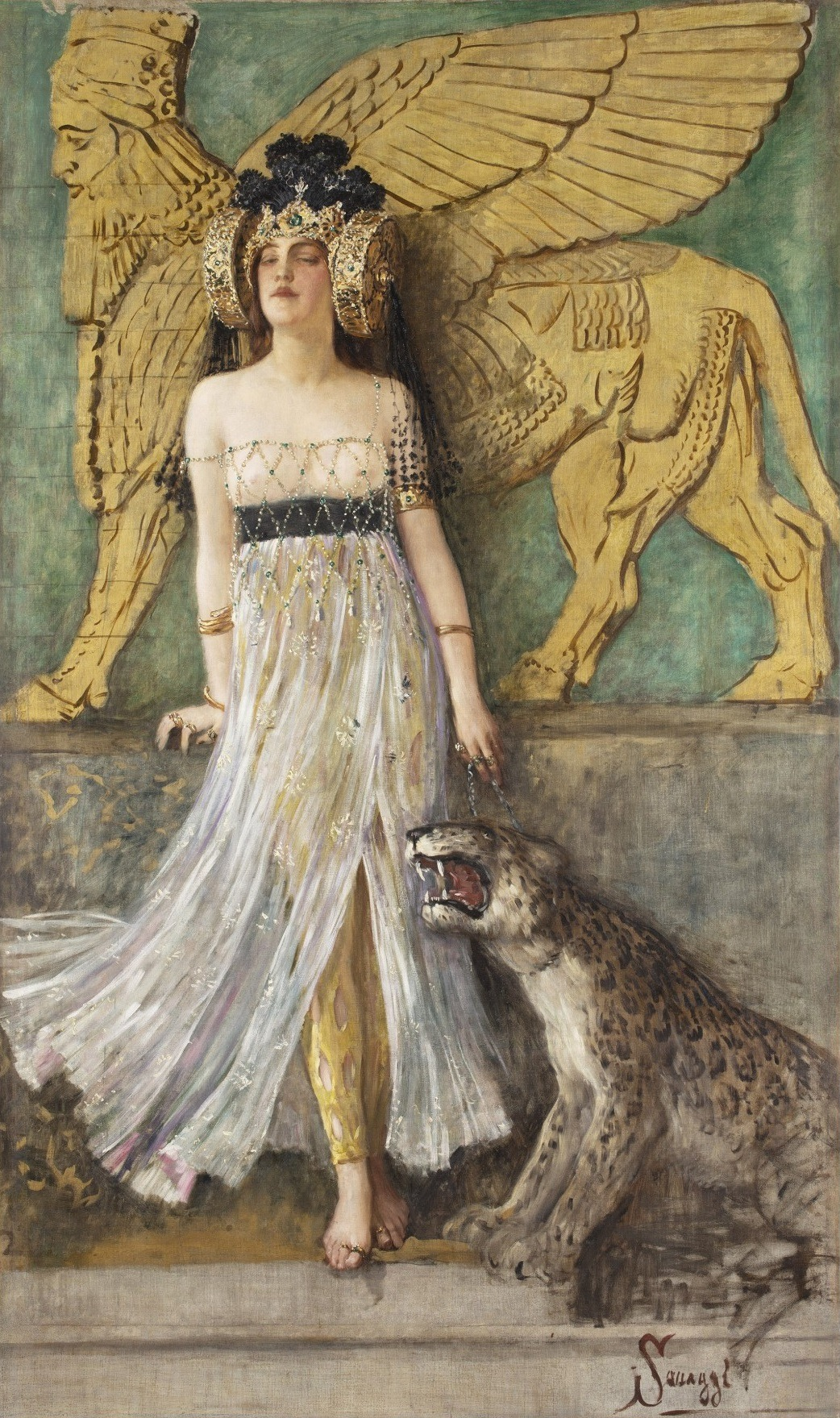
Semìramis, rainha da Babilônia, 1905, obra simbolista do pintor italiano Cesare Saccaggi

Semíramis (em grego: Σεμίραμις; em armênio: Շամիրամ) foi uma lendária rainha da Assíria e fundadora da Babilônia, conhecida de fontes gregas, armênias e judaicas.
Lendas que descrevem Semíramis foram registradas por cerca de 80 escritores antigos, incluindo Taciano, Plutarco, Eusébio de Cesareia, Polieno, Valério Máximo, Paulo Orósio e Justino.

## Origem da lenda

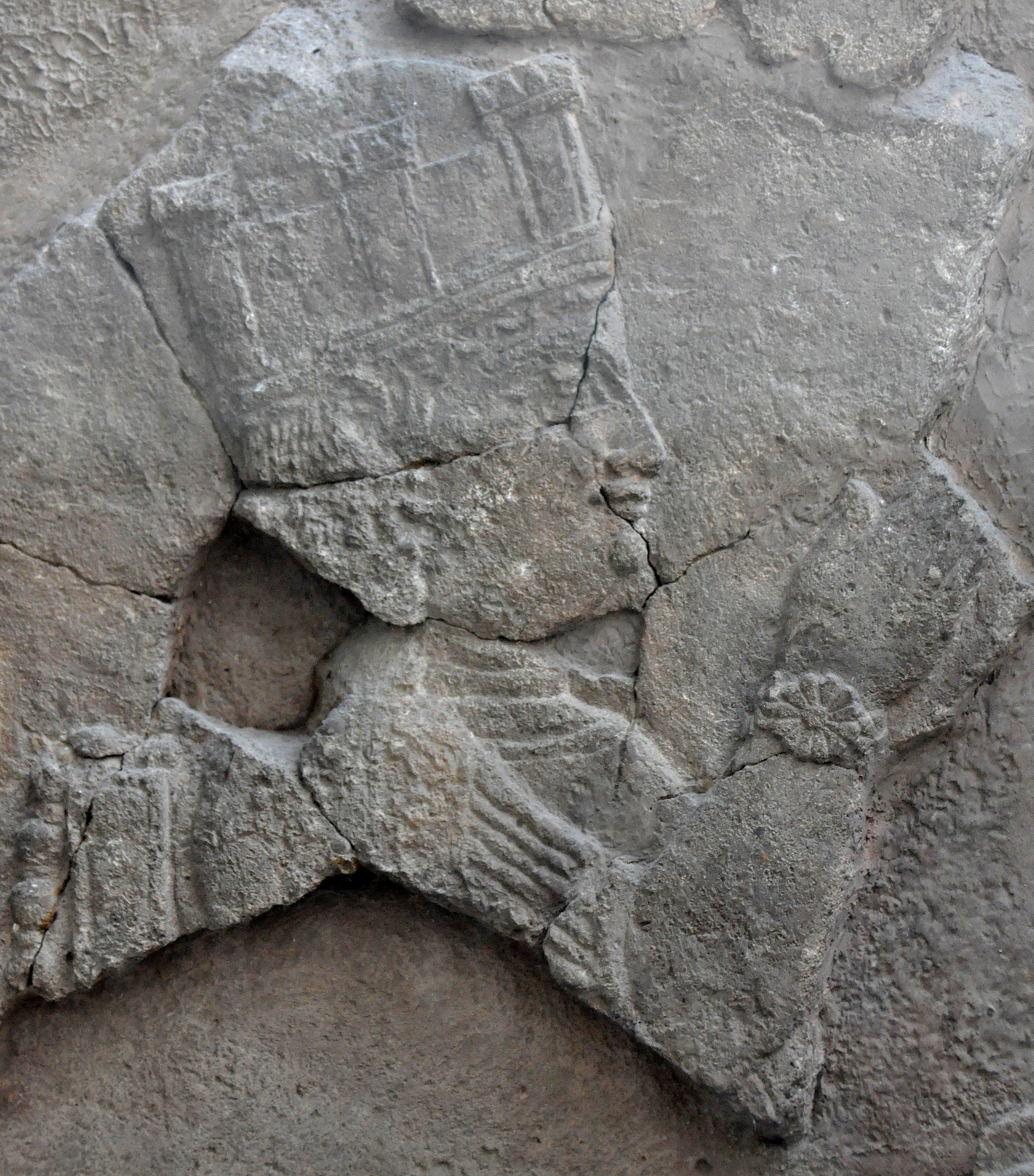
Uma rainha assíria

Embora as conquistas de Semíramis estejam claramente no campo da historiografia mítica persa, armênia e grega, o nome Semíramis é histórico. A esposa do rei assírio Samsiadade V (r. 824-811 a.C.) se chamava Samuramate, que é traduzido corretamente em grego como Semíramis. Após a morte de seu marido, ela atuou como regente para seu filho menor de idade, Adadenirari III, por três ou talvez cinco anos. Samuramate teria, portanto, estado brevemente no controle do vasto Império Neoassírio (911-605 a.C.), que se estendia das montanhas do Cáucaso no norte até a Península Arábica no sul e do planalto iraniano no leste até Mar Mediterrâneo no oeste. O estudioso alemão Carl Lehmann-Haupt (1861-1938) propôs uma plausível teoria sobre as origens da lenda de Semíramis. Ele acreditava que a história se originou no leste, com os medos, um povo iraniano que guerreavam com os assírios. Sendo que o primeiro contato entre medos e assírios ocorreu na época da rainha Samuramate, os medos acreditavam que ela era a fundadora do Império Assírio. Georges Roux especulou que os posteriores mitos gregos e iranianos em torno de Semíramis derivam de campanhas bem-sucedidas que Samuramate travou contra os povos iranianos e da novidade de uma mulher governando um império como esse.

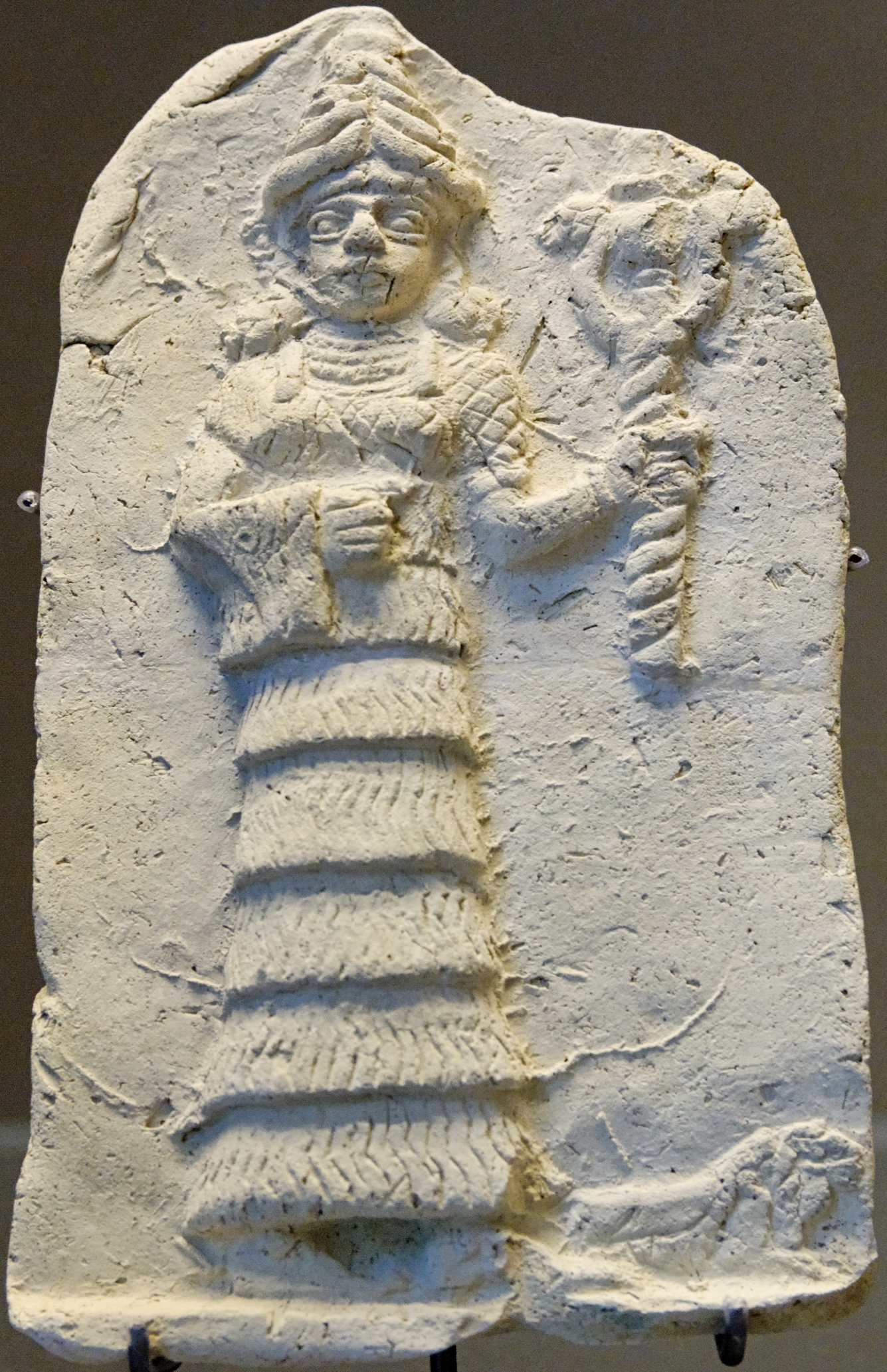
Relevo de Istar

Na Mesopotâmia persa, a já lendária figura se fundiu com a deusa do amor Istar, o que explica as aventuras eróticas de Semíramis. Além disso, há, é claro, acréscimos reconhecíveis na lendária literatura oriental, como a insaciável ninfomaníaca que mata seus parceiros (reconhecido na Epopeia de Gilgamés). Os medos podem ter passado a lenda aos persas, de onde Ctésias deve ter ouvido.
Os estudiosos e historiadores discutem se Samuramate foi a inspiração para os mitos sobre Semíramis. O debate já se arrasta há algum tempo, mas, ainda assim, parece muito provável que as lendas de Semíramis foram, de fato, inspiradas pelo reinado da rainha Samuramate e tem sua base, se não em seus atos reais, pelo menos na impressão que ela causou nas pessoas de seu tempo.

## Lendas

### Lenda grega

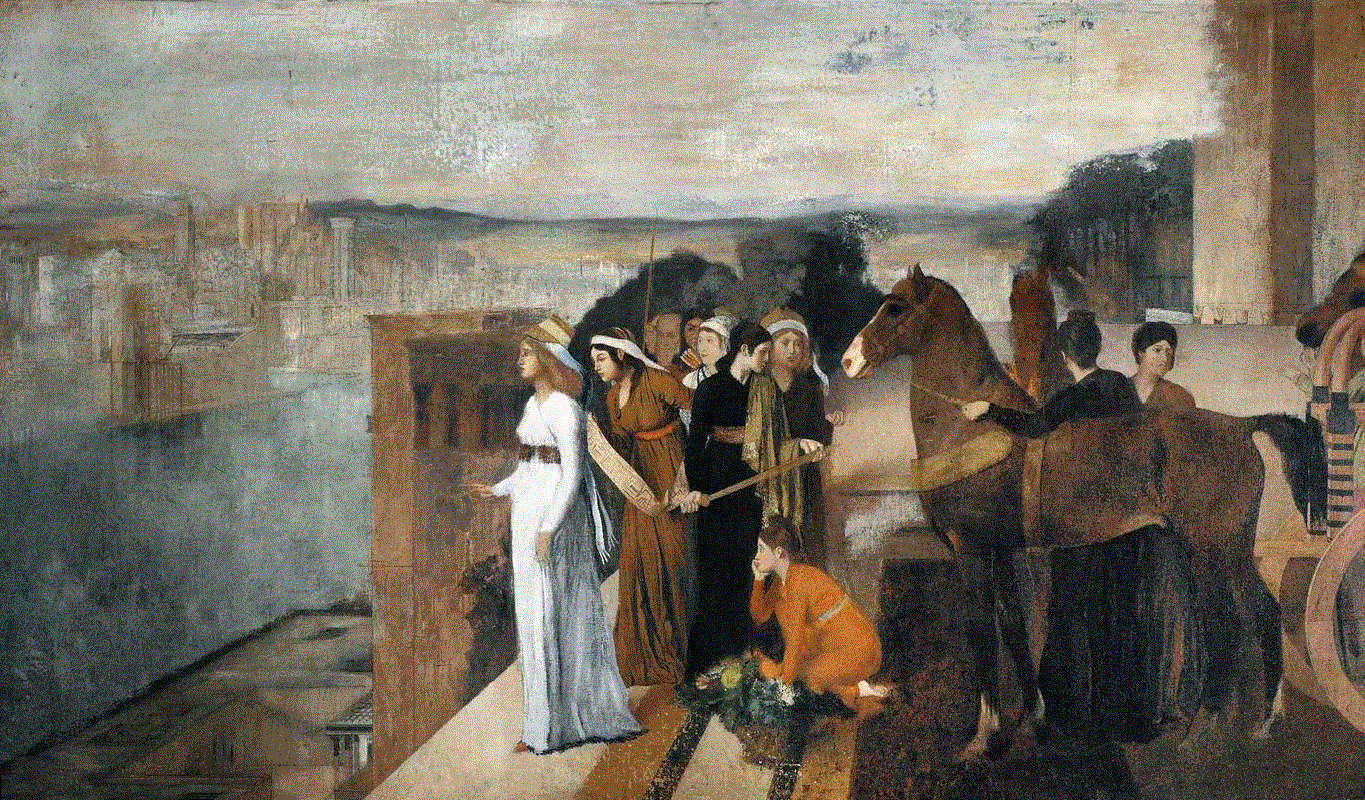
Semiramis to Build Babylon, pelo pintor francês Edgar Degas, 1861

O primeiro a mencionar Semíramis é o historiador grego Heródoto, que nos conta que ela fortificou as margens do rio Eufrates e também menciona que um portão da cidade na Babilônia foi batizado em sua homenagem. A verdadeira história surge um pouco mais tarde, com o autor grego Ctésias de Cnido. Embora suas obras estejam em grande parte perdidas, sua história da rainha Semíramis é recontada por Diodoro Sículo. De acordo com Diodoro, Semíramis era filha da deusa-peixe Derceto e de um mortal. Derceto a abandonou ao nascer e se afogou. Pombas alimentaram a criança até que Simas, o pastor real, a encontrou. Semíramis casou-se com Ones ou Menones, um dos generais do rei Nino. Seu conselho o levou a grandes sucessos, e no cerco de Bactro, ela liderou pessoalmente um grupo de soldados para tomar um ponto-chave na defesa, levando à rendição da cidade. Nino ficou tão impressionado que se apaixonou por ela e tentou obrigar Ones a dá-la como esposa, primeiro oferecendo sua própria filha Sonane em troca e eventualmente ameaçando arrancar seus olhos como punição. Ones, por medo do rei e por paixão condenada por sua esposa, "caiu em uma espécie de frenesi e loucura" e se enforcou. Nino então se casou com ela.
Semíramis e Nino tiveram um filho chamado Ninias. Depois que o rei Nino conquistou a Ásia, incluindo os bactrianos, ele foi mortalmente ferido por uma flecha. Semíramis então se disfarçou de seu filho e enganou o exército de seu falecido marido para seguir suas instruções porque pensaram que vinham de seu novo governante. Após a morte de Nino, ela reinou como rainha reinante por 42 anos, conquistando grande parte da Ásia. Semíramis restaurou a antiga Babilônia e protegeu-a com um muro alto de tijolos que cercava completamente a cidade. Ela também construiu vários palácios na Pérsia, incluindo Ecbátana na Média, onde teve um amante após o outro e matou todos eles. Ela não apenas governou a Ásia com eficácia, mas também subjugou o Egito e invadiu a Índia. Ela então foi à guerra com o rei índio Estabrobates (Satiavrata) fazendo com que seus artesãos construíssem um exército de falsos elefantes colocando peles manipuladas de búfalos de pele escura sobre seus camelos para enganar os índios e fazê-los pensar que adquirira elefantes de verdade. Esta manobra teve sucesso inicialmente, mas então ela foi ferida no contra-ataque e seu exército foi aniquilado, forçando os remanescentes a cruzarem o Indo e recuarem para o oeste. Quando esta campanha terminou em fracasso, ela abdicou, após o que foi misteriosamente colocada entre os deuses. A mulher que de fato teria sido a fundadora do Império Assírio passou a ser venerada sob a forma de um pombo.

### Lenda armênia

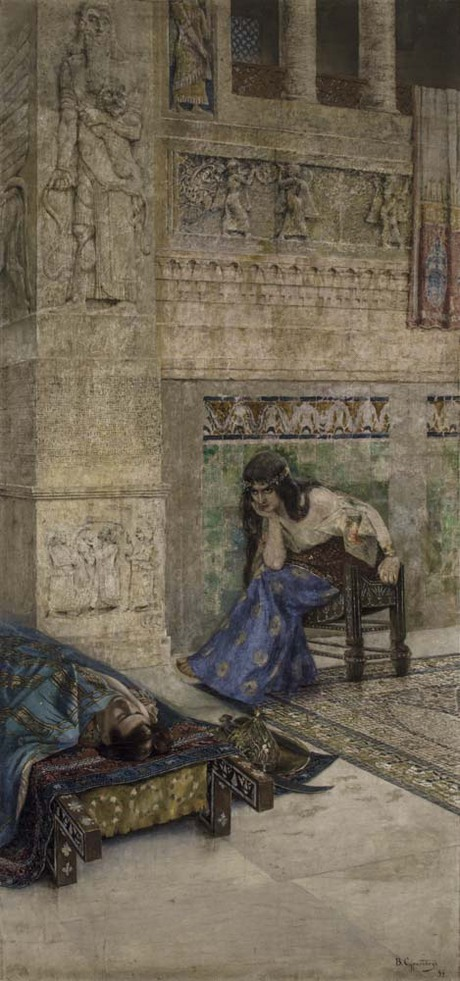
Semíramis vendo o corpo de Ara, o Belo

Entre várias lendas, a armênia, que pode ser encontrada nos livros de Moisés de Corene, retrata Semíramis negativamente. Uma das lendas mais populares da tradição armênia envolve Semíramis e um rei armênio, Ara, o Belo. De acordo com a lenda, Semíramis se apaixonou pelo belo rei armênio Ara e pediu-lhe em casamento. Quando ele recusou, em sua paixão ela reuniu os exércitos da Assíria e marchou contra a Armênia. Durante a batalha, Semíramis foi vitoriosa, mas Ara foi morto apesar de suas ordens para capturá-lo vivo. Para evitar a guerra contínua com os armênios, Semíramis, considerada uma feiticeira, pegou seu corpo e orou aos deuses para ressuscitar Ara dos mortos. Quando os armênios avançaram para vingar seu rei, ela disfarçou um de seus amantes como Ara e espalhou o boato de que os deuses haviam trazido Ara de volta à vida, convencendo os armênios a não continuarem a guerra. Em uma tradição persistente, as orações de Semíramis são bem-sucedidas e Ara retorna à vida. Durante o século 19, também foi relatado que uma vila chamada Lezk, perto de Vã, tradicionalmente afirmava que era o local da ressurreição de Ara.
Em uma segunda parte da lenda armênia, Semíramis constrói um castelo na Armênia e se retira lá, deixando o domínio para um cortesão, Zoroastro. Ele se rebela e sitia sua rainha, mas ela foge para a Armênia e acaba sendo morta por seu filho.

### Midraxe judeu
Na tradição judaica, Semíramis é apresentada como consorte do rei babilônico Nabucodonosor II. Com a narração de Heródoto, esta é a versão mais realista de todas. Em histórias judaicas posteriores, Semíramis se tornou a esposa de Ninrode, um governante no Oriente Médio mencionado em Gênesis. Ela é uma das quatro mulheres que governaram o mundo, junto com Jezabel e Atália em Israel e Vasti na Pérsia. No final da Antiguidade, muitas ruínas antigas foram nomeadas em sua homenagem. Na cultura popular, Ninrode e Semíramis eram figuras cujos nomes eram muito fáceis de aplicar a ruínas antigas e atraíam todos os tipos de histórias, assim como na Grã-Bretanha todos os tipos de lugares são associados ao igualmente lendário rei Artur.

## Na posterioridade
Ela é Semíramis, de quem lemos que ela sucedeu a Nino e era sua esposa; Ela detinha a terra que agora governa o Sultão."

— Divina Comédia de Dante, Canto V, linhas 60 a 62

[...] aqui estão outros três cujo amor era mau: Semíramis, Biblis e Esmirna são oprimidas pela vergonha por seu amor ilegal e distorcido.”

Petrarca, Triunfos, Canto III, linhas 75 a 78
Semíramis era geralmente vista de forma positiva antes da ascensão do Cristianismo, embora retratos negativos existissem. Durante a Idade Média, ela foi associada à promiscuidade e à luxúria. Uma história afirmava que ela tinha um relacionamento incestuoso com seu filho, justificando-o com a aprovação de uma lei para legitimar o casamento entre pais e filhos e inventando o cinto de castidade para dissuadir qualquer rival romântico antes que ele a matasse. Isso foi provavelmente popularizado no século V pela História Universal de Paulo Orósio (Sete Livros de História Contra os Pagãos), que foi descrito como uma "polêmica anti-pagã". Na Divina Comédia, Dante vê Semíramis entre as almas dos luxuriosos no Segundo Círculo do Inferno. Ela aparece no triunfo do amor de Francisco Petrarca, canto III, versículo 76. Ela é uma das três mulheres (as outras duas sendo Biblis e Esmirna) exemplificando o "amor maligno". Ela é lembrada em De mulieribus claris, uma coleção de biografias de mulheres históricas e mitológicas do autor florentino Giovanni Boccaccio, composta no século XIII. No entanto, ela também era admirada por suas realizações marciais e políticas, e foi sugerido que sua reputação se recuperou parcialmente no final da Idade Média e Renascimento. Ela foi incluída em O Livro da Cidade de Senhoras, de Christine Pizan, e a partir do século XIV ela foi comumente encontrada em listas femininas de Nove da Fama.
Semíramis aparece em muitas peças e óperas, como a tragédia Semiramis, de Voltaire, e em várias óperas separadas com o título Semiramide de Domenico Cimarosa, Marcos Portugal, Josef Mysliveček e Giacomo Meyerbeer, Calderón de la Barca e Gioachino Rossini. Arthur Honegger compôs música para o homônimo 'balé-pantomima' de Paul Valéry em 1934, que só foi revivido em 1992 após muitos anos de abandono. Na peça Les Chaises, de Eugène Ionesco, a velha é referida como Semíramis. Ela foi mencionada por Chaucer em sua compilação The Craft of Lovers, como "Queene of Babilon," bem como por Shakespeare no Ato 2, Cena 1 de Tito Andrônico e Cena 2 da Introdução em The Taming of the Shrew. O retrato de Semíramis foi usado como uma metáfora para o governo feminino e às vezes refletia disputas políticas em relação às governantes mulheres, tanto como uma comparação desfavorável (por exemplo, contra Isabel I de Inglaterra) e como um exemplo de uma governante mulher que governava bem. Poderosas monarcas como Margarida I da Dinamarca e Catarina II da Rússia receberam a designação de Semíramis do Norte.
No século XX, ela também apareceu em vários filmes peplums, incluindo o filme La cortigiana di Babilonia, de 1954, no qual ela foi interpretada por Rhonda Fleming, e o filme Io, Semiramide, de 1963, no qual ela foi interpretada por Yvonne Furneaux. No romance de John Myers Myers, Silverlock, Semíramis aparece como uma rainha luxuriosa e comandante, que interrompe sua procissão para tentar seduzir um jovem.

### The Two Babylons

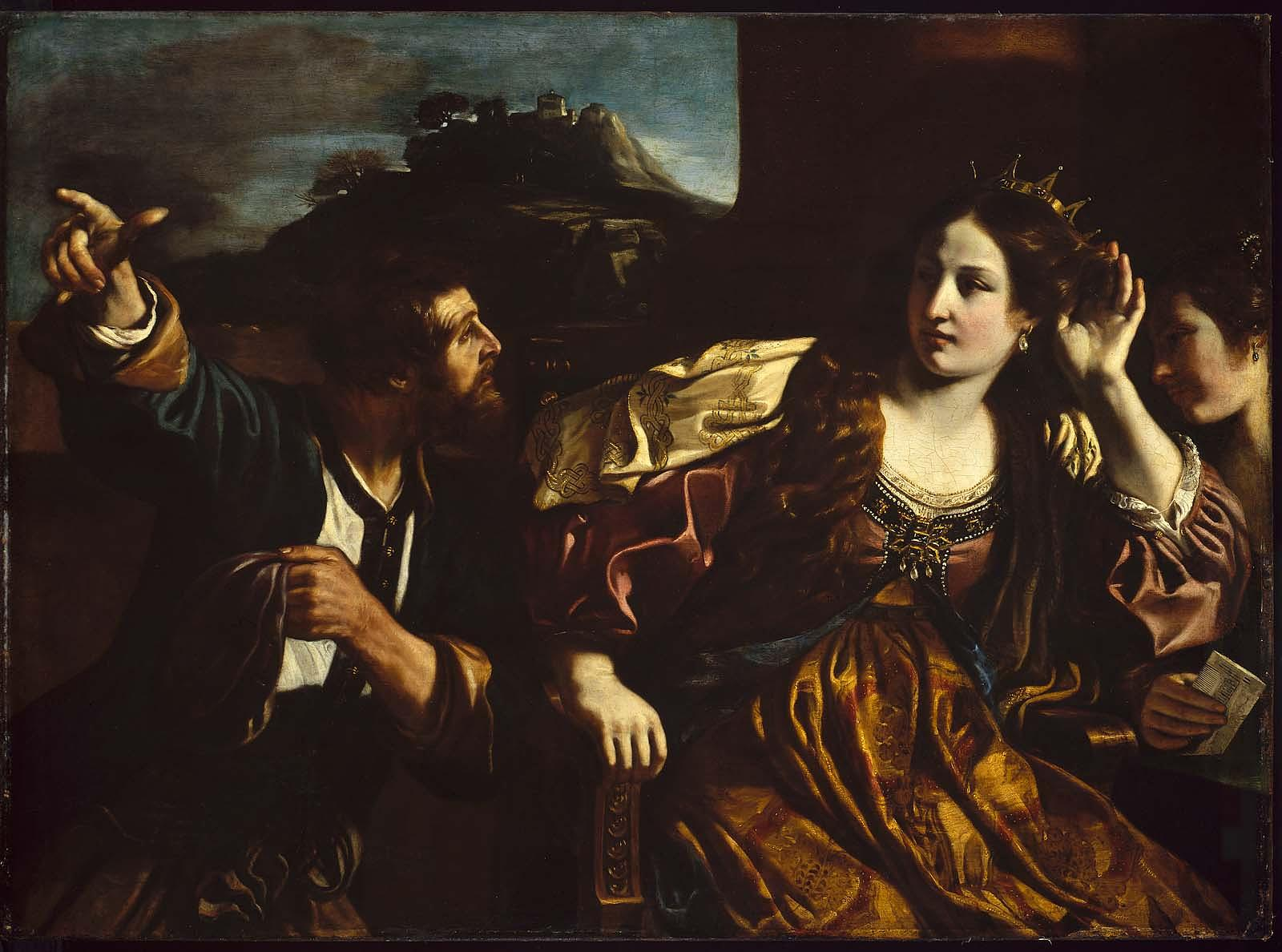
Semiramis ouvindo sobre a insurreição na Babilônia por Giovanni Francesco Barbieri, 1624

O livro The Two Babylons (1853), do ministro cristão Alexander Hislop, foi particularmente influente na caracterização de Semíramis como associado com a Prostituta da Babilônia, apesar da falta de evidências de apoio na Bíblia. Hislop afirmou que Semíramis inventou o politeísmo e, com ele, a adoração da deusa. Ele também afirmou que o chefe da Igreja Católica herdou e continuou a propagar um segredo milenar conspiração fundado por Semíramis e o rei bíblico Ninrode para propagar a religião pagã da antiga Babilônia. Grabbe e outros rejeitaram os argumentos do livro como baseados em uma compreensão falha dos textos, mas variações deles são aceitas entre alguns grupos de protestantes evangélicos.
Hislop acreditava que Semíramis era uma rainha consorte e mãe de Ninrode, construtor da Torre de Babel da Bíblia. Ele disse que a descendência masculina incestuosa de Semíramis e Ninrode era a divindade acadiana Tamuz, e que todos os pares divinos nas religiões eram recontagens desta história. Essas afirmações ainda circulam entre alguns grupos de protestantes evangélicos,
Os críticos rejeitaram as especulações de Hislop como baseadas em mal-entendidos. Lester L. Grabbe afirmou que o argumento de Hislop, particularmente sua associação de Nino com Ninrode, é baseado em um mal-entendido da Babilônia histórica e sua religião. Grabbe criticou Hislop por retratar Semíramis como consorte de Ninrode e por retratá-la como a "mãe das prostitutas", embora não seja assim que ela seja retratada em nenhum dos textos em que é mencionada. Ralph Woodrow afirmou que Alexander Hislop "escolheu, escolheu e misturou" partes de vários mitos de diferentes culturas.

## Na cultura

### Literatura e música
A personagem Semíramis inspirou muitos autores:
- Entre 1303 e 1321: Dante Alighieri evoca-o na primeira parte da Divina Comédia, intitulada Inferno.
- 1405: Christine de Pizan toma Semíramis como a primeira pedra de sua "Cidade de Senhoras", e como um primeiro exemplo de uma série de alegorias da Santa Mãe e a Virgem.[30]
- 1647: Gabriel Gilbert por sua tragédia homônima.
- 1647: Desfontaines pela tragédia "La Véritable Sémiramis".
- 1717: Pai de Crébillon por seu "Semiramis".
- 1718: André Cardinal Destouches por sua tragédia lírica Sémiramis.
- 1729: Pietro Metastasio por seu Semiramide. Drama musicado pela primeira vez com música de Leonardo Vinci.
- 1748: Voltaire por sua tragédia Sémiramis.[31]
- 1770-1772: Voltaire em seu Questions sur l'Encyclopédie.[32]
- 1802: Charles-Simon Catel e Philippe Desriaux por sua tragédia lírica "Sémiramis", adaptação da peça de Voltaire para o palco lírico francês .
- 1819: Giacomo Meyerbeer por sua ópera Semiramide riconosciuta.
- 1823: Gioachino Rossini por sua ópera Semiramide.[31]
- 1920: Paul Valéry por sua “ária de Semiramis” no “Álbum em verso antigo” e por seu melodrama “Sémiramis” representado em 1934, com música de Arthur Honegger.
- 1951-1954: Eugène Ionesco em sua obra teatral The Chairs apresenta uma mulher no nome de Semíramis.
- 1955: Camilo Chaves, escritor brasileiro, dedica seu romance histórico: Semíramis Rainha da Assíria, da Babilônia, do Sumer e Akad (1955, 1a Edição), atualmente publicado pela Lake Editora.
- 1957: William Faulkner em seu romance The Town, publicado em francês sob o título La Ville, traduzido por J. e L. Bréant, Gallimard, De todo o mundo, 1962.
- 1969: Georges Brassens na canção "Bécassine".
- Semiramis é uma banda italiana de rock progressivo que produziu um LP em 1973, Dedicato a Frazz.
- 1982: Nino Ferrer na música Sémiramis, do álbum Ex libris.
- 1997: Guy Rachet por seu romance "Semiramis, Reine de Babylon".
- 2008: Menoventi na obra teatral Semiramis.[33]
- 2012: Amin Maalouf em seu romance Les Désorientés.

### Cinema e televisão
Semíramis foi tema de vários filmes peplums, incluindo filmes italianos:
- 1954: La cortigiana di Babilonia por Carlo Ludovico Bragaglia.
- 1963: Io, Semiramide por Primo Zeglio.
- Semíramis aparece na franquia japonesa light novel e anime Fate/Apocrypha como o assassino dos Reds. Ela também aparece no jogo para celular da mesma franquia, Fate/Grand Order.

### Outros
- Semíramis está entre as 1.038 mulheres mencionadas no trabalho de arte contemporânea The Dinner Party (1979) por Judy Chicago.[34]
- O Semiramis InterContinental Hotel no Cairo tem o nome dela. É onde a Conferência do Cairo de 1921 aconteceu, presidida por Winston Churchill.[35]